# 에어플레이 (방송)
에어플레이(Airplay)는 라디오방송에서 노래를 틀어준다는 의미의 용어이다. 미국, 캐나다, 일본, 브라질, 영국, 오스트레일리아와 같은 나라에서는 음악 차트에 에어플레이의 횟수를 포함하기도 한다.